# Micrommata virescens
Micrommata virescens este un păianjen care aparține familieie Sparassidae. Acesta nu construiește pânză, ci vânează prada din ambuscadă. Culoarea lui verde, oferindu-i un bun camuflaj, îi permite să se ascundă printre plante. Este un prădător diurn, foarte rapid. 

## Descriere

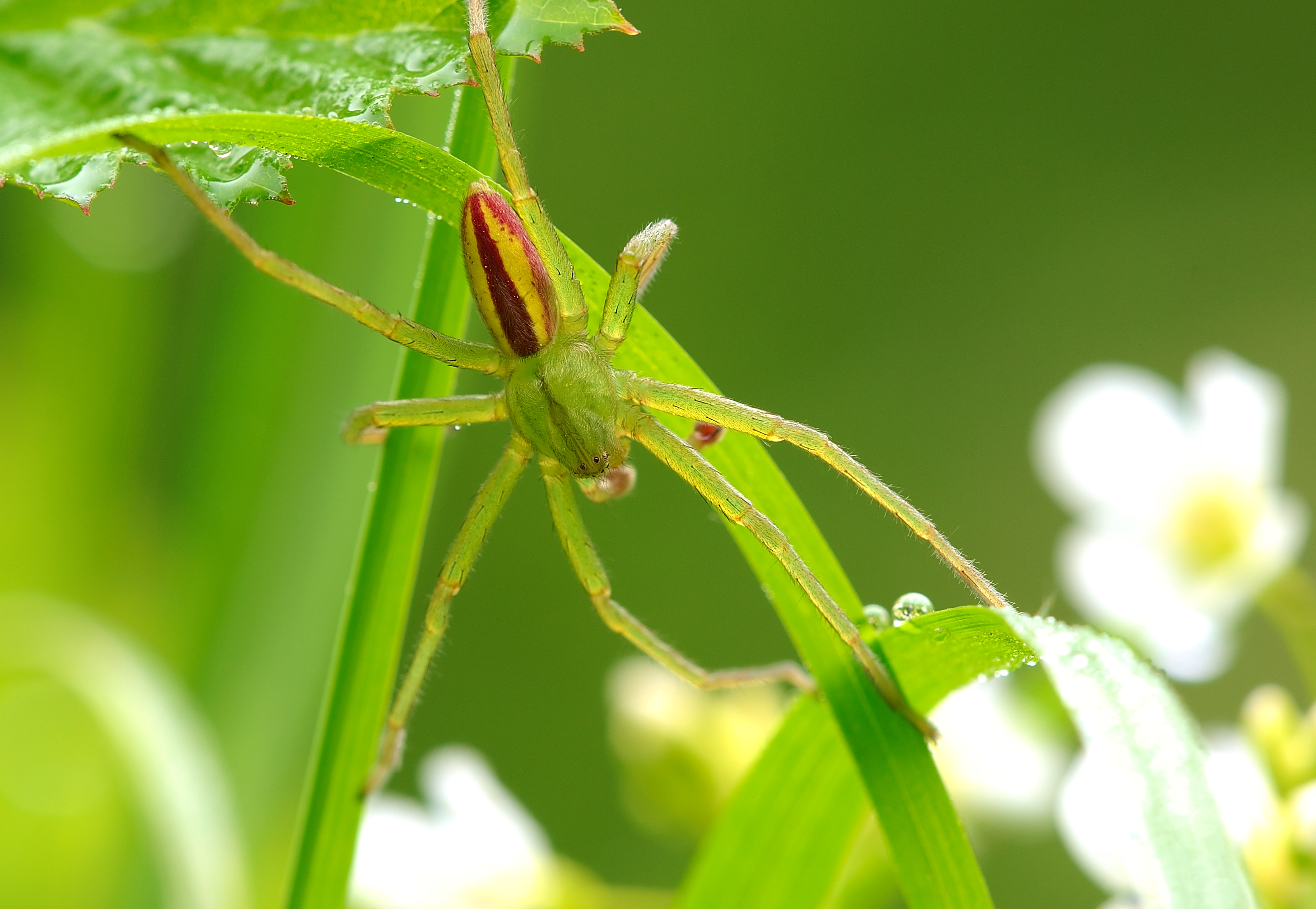
Mascul

Colorație verde se datorează bilin micromatabilinului prezent în hemolimfă și lacunele intestițiale. Lungimea corpului femel este de 12 - 15 mm, a masculului de 8 - 10 mm. Culoarea prosomei la femelă este un verde închis, iar opistosoma – verde – gălbui din cauza ovarilor. Prosoma masculului e verde, iar opistosoma – gălbuie cu dungi vișinii longitudinale. Ochii sunt înconjurați de inele cu fire de păr alb.

## Reproducere
Acuplarea este îndelungată, poate dura până la 7 ore. Femela depune ponta printre frunze. Chiar și ouăle sunt verzi.Juvenilii sunt galbeni sau maro, pe parcurs devin verzi.